# Сагарадзе, Гурам Ревазович
Гурам Ревазович Сагарадзе (груз. გურამ რევაზის ძე საღარაძე, род. 21 марта 1939, Тбилиси) — советский борец вольного стиля, серебряный призёр олимпийских игр, двукратный чемпион мира, Заслуженный мастер спорта СССР (1966).

## Биография
Родился 21 марта 1939 года в Тбилиси. Борьбой занялся под влиянием отца и дяди, которые входили в сборную Грузии по вольной борьбе, завоевывали медали всесоюзных соревнований.
На чемпионат СССР поехал впервые в 1961 году, где занял всего лишь 4 место и до 1963 года успехов у борца не было. В 1963 году выиграл Тбилисский международный турнир, при этом победил одного из самых титулованных борцов того времени иранца Имама Али Хабиби. Этой победой борец произвёл большое впечатление на тренеров сборной и был отобран на чемпионат мира, где выиграл звание чемпиона мира. Однако в этом же году на Спартакиаде народов СССР был всего лишь шестым, но на следующий год стал чемпионом СССР. Был включён в олимпийскую команду и на Летних Олимпийских играх 1964 года в Токио боролся в весовой категории до 78 килограммов (полусредний вес).
Победитель турнира определялся по количеству штрафных баллов к окончанию турнира, штрафные баллы начислялись борцу в любом случае, кроме чистой победы, так победа по решению судей приносила 1 штрафной балл, проигрыш по решению судей 3 штрафных балла. Участник, набравший 6 штрафных баллов выбывал из турнира.
В схватках:
- в первом круге на 3 минуте тушировал Джоба Майо (Филиппины)
- во втором круге на 4 минуте тушировал Шакара Хан Шакара (Афганистан)
- в третьем круге решением судей выиграл у Филипа Оберлендера (Канада), получив 1 штрафной балл;
- в четвёртом круге решением судей выиграл у Мадхо Сингха (Индия), получив 1 штрафной балл;
- в пятом круге в схватке с Исмаилом Оганом (Турция) была зафиксирована ничья, принесшая 2 штрафных балла;
- в финальной схватке с Мухаммедом Али Санаткараном (Иран) была зафиксирована ничья[2].

У Исмаила Огана и Гурама Сагарадзе к окончанию турнира оказалось одинаковое количество баллов, и по существовавшим правилам победа присуждалась более лёгкому борцу. После взвешивания вес Гурама Сагарадзе оказался на 700 граммов больше чем у Исмаила Огана, в результате чего советский борец стал серебряным призёром.
В 1965 году вновь стал чемпионом мира. На двух последующих чемпионатах мира в 1966 и 1967 годах завоевывал серебряные медали. После неудачи на чемпионате мира 1969 года, где он выступал в новой весовой категории до 82 кг, оставил спортивную карьеру.
В дальнейшем тренировал сборную Грузии, работал директором хлебозавода, занимался депутатской деятельностью, являлся советником главы департамента спорта и культуры Грузии.
Является автором мемуаров «Наследство».